# Luang Namtha
Luang Namtha is een stad in Laos en is de hoofdplaats van de provincie Luang Namtha.
Luang Namtha telt ongeveer 3600 inwoners.

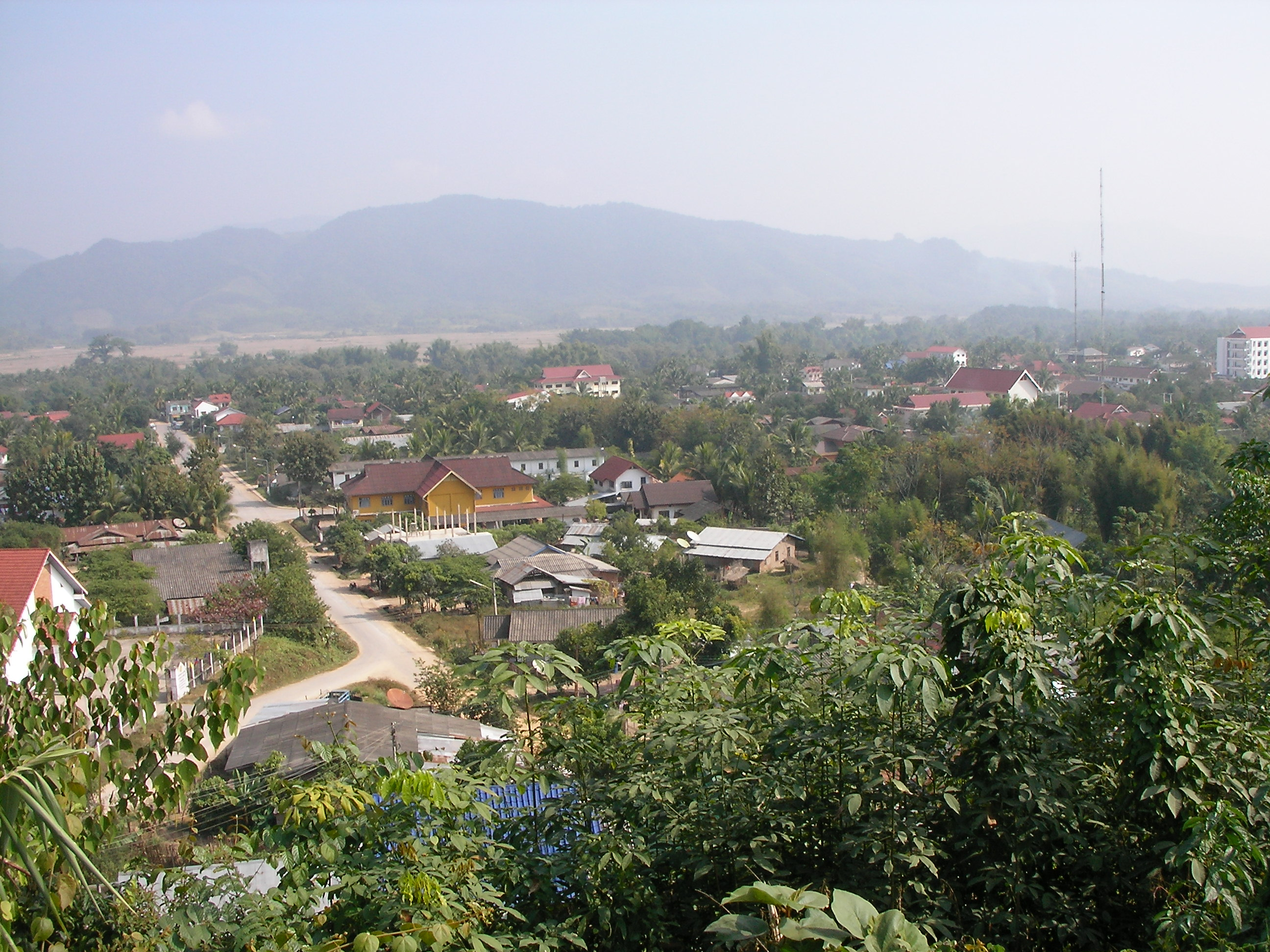
Luang Namtha